# Asiagomphus corniger
Asiagomphus corniger – gatunek ważki z rodziny gadziogłówkowatych (Gomphidae). Stwierdzony jedynie w prowincji Junnan na południu Chin.